# ラブルスカ種
ラブルスカ種（ラブルスカしゅ、Vitis labrusca）は、ブドウ科ブドウ属のつる性低木植物である。北アメリカ大陸東部からカナダ南東部に自生し、栽培品種としてカトーバ、コンコードがある。また、交雑種としてアガワム 、 アレキサンダー、キャンベル・アーリー、デラウェアなどがある。 ヨーロッパブドウ（Vitis vinifera）とは違い、果実に圧力を加えると簡単に果皮と果肉が分離（スリップスキン）し、また、樹枝の節ごとに巻きづるが発生する。そして、最もよく知られた特徴として「狐臭」という独特の香りであり、それはコンコードブドウからほとんどの人に知られている。この香りはキツネとは関連はないが、その特徴のある香りは、アメリカの初期の入植者に知られていた。「狐臭」という用語は、ヨーロッパブドウで作られたワインにはない香りを表す用語として使われている。

## 歴史について
歴史家のエドワード・ハイアムズとワイン専門家のジャンシス・ロビンソンによると、 11世紀ノルウェーのレイフ・エリクソンが発見したヴィンランド海岸沿いに自生していた種が本種であった可能性がある。ヨーロッパ人が北アメリカ大陸に到達する何世紀も前からラブルスカ種が北アメリカ大陸に自生していたという幅広い証拠が存在する。 18世紀半ば、カール・リンネらによりアメリカブドウとして分類されるようになった。19世紀、ラブルスカ種は他のアメリカ大陸原産のブドウとともにヨーロッパへ運ばれたが、その時ブドウの害虫であるフィロキセラも運ばれたため、ヨーロッパのブドウ畑が広範囲で荒廃することとなった（19世紀フランスのフィロキセラ禍）。
19世紀に、マサチューセッツ州コンコードのエフライム ウェールズ ブルは、野生のラブルスカ種を種子から育てたものからコンコードが育成され、アメリカの重要な農業作物になった。

## 特徴について
ラブルスカ種の大多数は、ナイアガラのような白色やカトーバのようなピンク色を除き、黒ずんだ赤い果実をつける。フェノール性化合物が多く含まれるため、強い風味をもったワインを作り出す。収穫期近くになり成熟が進むと簡単に小花柄（ベリー幹）から簡単にとれるようになる。果肉は柔らかく、果粒を二本の指で挟んで押すと、果皮から果肉がボールのように状態で剥ける。樹勢は、弱いほうであり、樹の広がりは小さい。厚い葉の裏側に褐色あるいは白色の毛が生えていることである。
ヨーロッパブドウと比較して、黒とう病、うどんこ病に強く、べと病、晩腐病にはやや弱い。また、さび病、褐斑病とブドウトラカミキリは、ヨーロッパブドウより被害が多い。生理障害では、裂果は比較的少ないが、密着により裂果が生じることがある。縮果病はほとんど発生しない。ホウ素とマグネシウムの欠乏症が生じることがある。ラブルスカ種は、ブドウネアブラムシを含むブドウの病気に抵抗があるが、Vitis aestivalis、Vitis rupestris、Vitis berlandieriのような他のアメリカ大陸原産のブドウ種ほど抵抗力はなく、接木の親和性も高くないので、台木用品種としては使用されない 。

## ラブルスカ種の産地について
ラブルスカ種は、ノバスコシア州からジョージア州そしてミシシッピ川までの北アメリカの東海岸に沿って栽培されており、オンタリオ州、 ミシシッピ渓谷、ミシシッピ川のデルタ地帯、オハイオ川流域、ニューイングランド東南、ニューヨーク州のAVAとして知られるエリー湖、バージニア州、オハイオ州、ミシガン州が含まれている。
ヨーロッパブドウとは違って、ラブルスカ種やその交雑種は、冬は寒く夏は暑くて湿気の多い北アメリカ東部の気象条件に耐えることができる。ヨーロッパブドウが栽培されている地域は、北アメリカ西部であり、ラブルスカ種には乾燥しすぎる気候である。

## 「狐臭」 について
カリフォルニア大学デービス校ブドウ栽培専門のAJウィンクラーによると、ヨーロッパブドウであるマスカットを除き 、ラブルスカ種がワイン用ブドウの中で最も顕著に香りがある。「狐臭」という用語は、実際の動物（キツネ）と何か関係があるのではなく、生のコンコードに象徴される独特で、土の香りのようで、甘いジャコウ香を表す用語として使われている。 1920年代には、「狐臭」をもたらす香り化合物であるアントラニル酸メチルを分離することができた。

## 有名な品種
- コンコード
- カトーバ（英語版）
- デラウェア
- ナイアガラ
- イザベラ